# José Pablo Minor
José Pablo Minor, właśc. José Pablo Minor Medrano (ur. 23 marca 1991 w Meksyku) – meksykański aktor, prezenter telewizyjny oraz model. W 2014 roku zajął 3. miejsce w międzynarodowym konkursie Mister World.

## Kariera Modela
Urodził się w Meksyku. W wieku 13 lat przeprowadził się do Cancún, gdzie rozpoczął karierę w modelingu. W 2014 roku zdobył drugie miejsce w meksykańskim konkursie El Modelo México. Ze względu na to, iż zwycięzca konkursu z powodu kontuzji po wypadku nie mógł wziąć udziału w wyborach Mister World, Minor reprezentował Meksyk w konkursie, gdzie zajął trzecie miejsce.

## Kariera aktorska i telewizyjna
Jako niemowlę pojawił się w jednym odcinku serialu Muchachitas. W 2010 roku studiował aktorstwo w szkole Televisy Centro de Educación Artística, które ukończył w 2012 roku. Wówczas pojawił się w kilku projektach Televisy, min. Miss XV oraz Mentir para Vivir. W 2013 roku zagrał w telenoweli komediowej Qué pobres tan ricos. Rok później otrzymał angaż do telenoweli Włoska narzeczona (Muchacha italiana viene a casarse), w której wcielił się w postać Gaela Ángelesa. Zdjęcia do serialu rozpoczęły się na początku września 2014 w Televisa San Ángel w Meksyku. Telenowela została wyemitowana w Meksyku na 20 października 2014. W Polsce Włoska narzeczona została wyemitowana 16 października 2015 w TV4.
Od 2014 roku prowadzi program Zona Trendy México, emitowany w każdy czwartek na kanale E! Latin America. Program kręcony jest w różnych miejscach Meksyku, a premiera odbyła się 23 lipca 2014 roku.
W 2015 Minor zagrał w telenoweli Pasión y poder. W Meksyku telenowela miała swoją premierę 5 października 2015 na kanale Canal de las Estrellas.

## Życie prywatne
Minor posiada licencję pilota komercyjnego. Spotyka się z aktorką Natasha Dupeyrón, którą poznał przez wspólnych znajomych, kiedy był studentem w Centro de Educación Artística. Obecnie mieszka w stolicy Meksyku.

## Filmografia

### Film
| Rok  | Tytuł   | Rola | Informacje dodatkowe |
| ---- | ------- | ---- | -------------------- |
| 2012 | Escenia | Él   | Film krótkometrażowy |

### Telewizja
| Rok          | Tytuł                                                        | Rola                             | Informacje dodatkowe                                                                          |
| ------------ | ------------------------------------------------------------ | -------------------------------- | --------------------------------------------------------------------------------------------- |
| 2012         | Miss XV                                                      | Antonio Hernández                | Debiut telewizyjny                                                                            |
| 2013         | En familia con Chabelo                                       | Zawodnik wraz z Eme 15           | Teleturniej                                                                                   |
| 2013         | Gossip Girl: Acapulco                                        | Ricardo ‘Ricky’ Ruíz De Hinojosa | 1 odcinek                                                                                     |
| 2013         | Burza (hiszp. La Tempestad)                                  | Samuel                           | Regularnie                                                                                    |
| 2013         | Como dice el dicho                                           | José María / Roberto             | Odcinki: „Quien canta Sus samców espanta”, „Las decisiones de hoy”, oraz „To cordero extraño” |
| 2013-2014    | Qué pobres tan ricos                                         | Tato                             | Regularnie                                                                                    |
| 2014-obecnie | Zona Trendy México                                           | We własnej osobie                | Współgospodarz                                                                                |
| 2014         | De Buenas                                                    | Współgospodarz                   | Serial telewizyjny                                                                            |
| 2014-2015    | Włoska narzeczona (hiszp. Muchacha italiana viene a casarse) | Gael Ángeles                     | Regularnie                                                                                    |
| 2015         | Pasión y poder                                               | David Gómez Luna                 | Regularnie                                                                                    |

### Inne występy
| Year | Title            | Role     | Notes           |
| ---- | ---------------- | -------- | --------------- |
| 2014 | El Modelo México | Zawodnik | Drugie miejsce  |
| 2014 | Mister World     | Zawodnik | Trzecie miejsce |